# Копыльский районный краеведческий музей
Копыльский районный краеведческий музей (белор. Капыльскі раённы краязнаўчы музей) — музей в городе Копыль Минской области Белоруссии.

## История
Основан в 1978 году. Первая выставка открылась 1 января 1979 года. Музей находился в бывшей кожевенной мастерской, историческом здании конца XIX века. После реставрации здания, 14 мая 2000 года открыла двери первым гостям новая выставка, ставящая своей целью просветительскую деятельность.
В 2006 году Копыльский районный краеведческий музей получил звание государственного учреждения «Копыльский районный краеведческий музей». Его фонд располагает редкими коллекциями икон, экспонатами изобразительного искусства, народного ткачества и зодчества. Это составляет 24854 единицы хранения. Число посетителей на 1 января 2012 года — 7 770.
Наряду с проведением экскурсий, музей занимался реализацией культурно — образовательных программ: «Письмо из 1944 …», «Начальная школа», «Путешествие в прошлое», «Предметы с бабушкиного чердака».
Народный художник Беларуси Владимир Стельмашонок подарил Копыльскому краеведческому музею портрет Геннадия Голубовича.

## Проекты музея
За период 2010—2012 годы коллективом музея реализованы следующие проекты: создание Зелёного маршрута «Межречье Мажи и Морочи» по линии ПРООН, проект «Вклад в мировую культуру эмигрантов, уроженцев Копыльщины» совместно с «dvv-international» (ФРГ в РБ) и проект «Опекуны счастья» совместно с «dvv-international» (ФРГ в РБ), в рамках проекта «TOLLAS — К активному обществу в любом возрасте». Самыми уникальными из них стали: «Опекуны счастья», «Тропами мужества».

## Коллекции
В музее имеются три постоянных экспозиции, первая из которых называется «Археологическая история Копыльщины». Она отражает период времени с древности до начала XIX века, представляет находки из археологических раскопок в Копыле (1996—1999, 2004). Особый интерес вызывают:
- детская игрушка — фигурка собачки из глины I—IV вв. н. э.
- пчелиные соты XIII в.
- хирургический нож XIII в. — единственная находка на территории Беларуси
- навершие шлема XII—XIII вв. — третья находка после Полоцка и Берестья
- арбалетные болты XVI в. (редкий тип, впервые в Беларуси обнаружены при раскопках замка в городе Копыле в 1999 году)
- накладка на ремень конца IX в. — начала X в. (Скандинавия)

Вторая экспозиция «Местечко Копыль» передает архитектурное очертание Копыля, а на основе представленных предметов обихода, книг, документов, фотографий можно познакомиться с жизнью и бытом городских жителей. К наиболее значимыми относятся экспонаты:
- пивная фарфоровая кружка первой половины XIX в. (Германия)
- фарфоровая сахарница с крышкой конца XIX в., сделанная в виде сидящего барана
- масленица фарфоровая в виде кабачка конца IX в.
- фарфоровый кувшин и таз конца XIX в.
- кресло венских братьев Тонетц конца XIX в.
- кровать металлическая 1874 г. (Варшава)
- покрывало на кровать с растительным орнаментом; изготовлена на фабрике братьев Смаргуновых в Москве в конце XIX в.
- чемодан дорожный 1848 г.
- чемодан дорожный конца XIX — начало XX в

В третью выставку, именуемую «Трагедия и подвиг. Век ХХ», и охватывающую период с 1900 по 1950 годы, входят разделы:
- События и люди 1900—1920 гг.
- Культурные события на Копыльщине конца XIX — начала XX вв.
- Коллективизация
- Политические события 30-х гг. XX в.
- 17-й Тимковичская Краснознаменный пограничный отряд
- Наши земляки — участники испано-финских событий (1937—1939 гг.)
- Оккупационный режим
- Партизанское движение
- Освобождение Беларуси

В мае 2022 года в музее открылась экспозиция «Геноцид — преступление без сроков давности».

## Филиалы музея
Копыльский районный краеведческий музей имеет филиалы:
- В деревне Велешино-1 Бобовнянского сельсовета — Музей этнографии и быта конца ХІХ — начала XX веков[1]. В экспозиции три выставки: «Крестьянский быт конца XIX — начало XX вв.» (показана крестьянская усадьба с предметами быта), «История начальной школы» (представлены парта для 3-х учащихся, учебники, школьные принадлежности, глобус и другие предметы конца XIX — начала XX вв.), «Мемориальный кабинет земляка, художника, бывшего главного редактора издательства „Беларусь“ Г. М. Голубовича»[1].
- В агрогородке Семежево Семежевского сельсовета — Дом-музей Героя Беларуси академика М. С. Высоцкого[2], где создана в 2008 году выставка, посвящённая творчеству известного земляка[1]. Экспозиция состоит из двух разделов: «Этнография и быт родительского дома», «Производственная, академическая и общественная деятельность М. С. Высоцкого»[1].

## Галерея

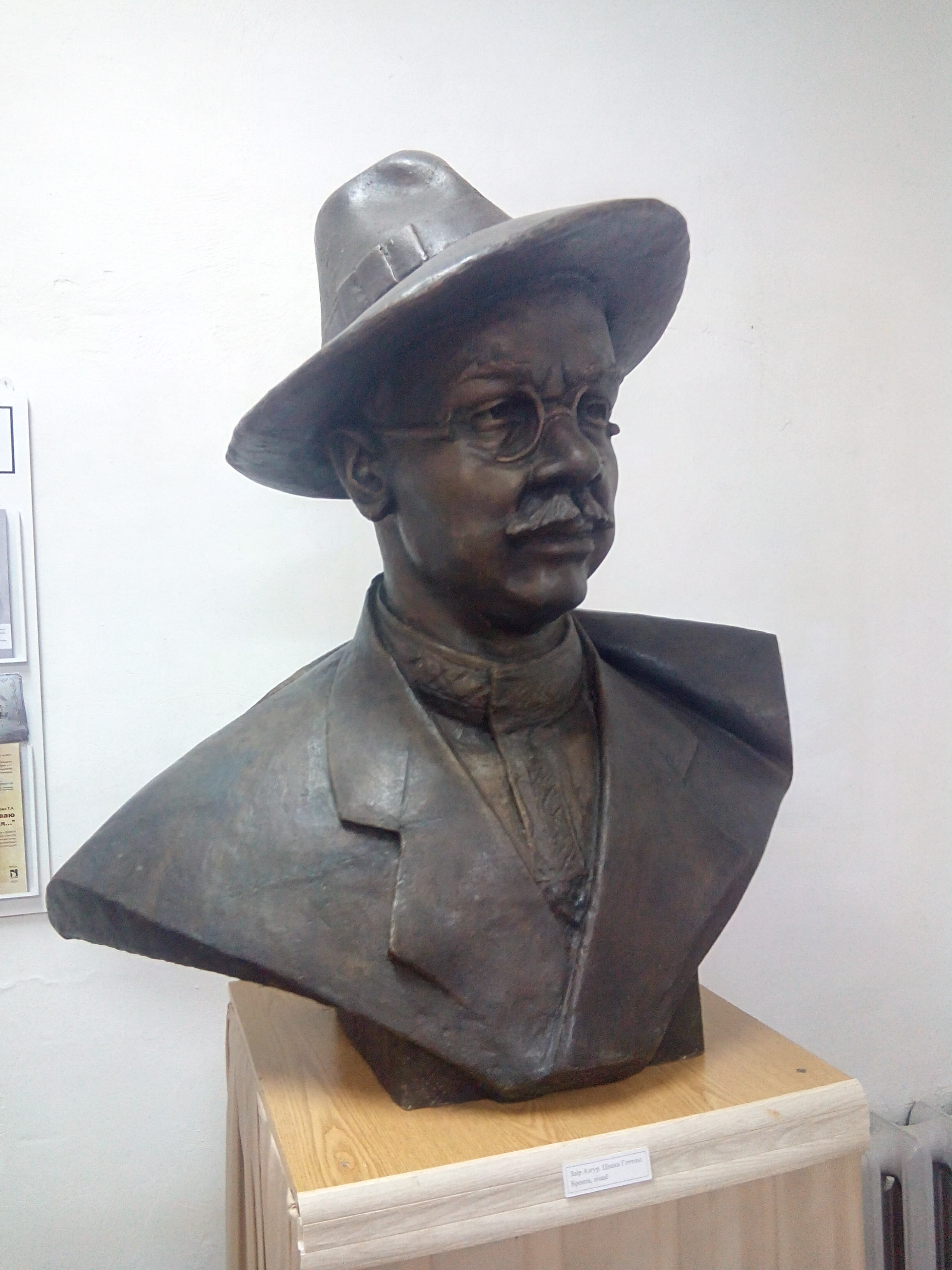
Бюст Тишки Гартного. Скульптор З. Азгур
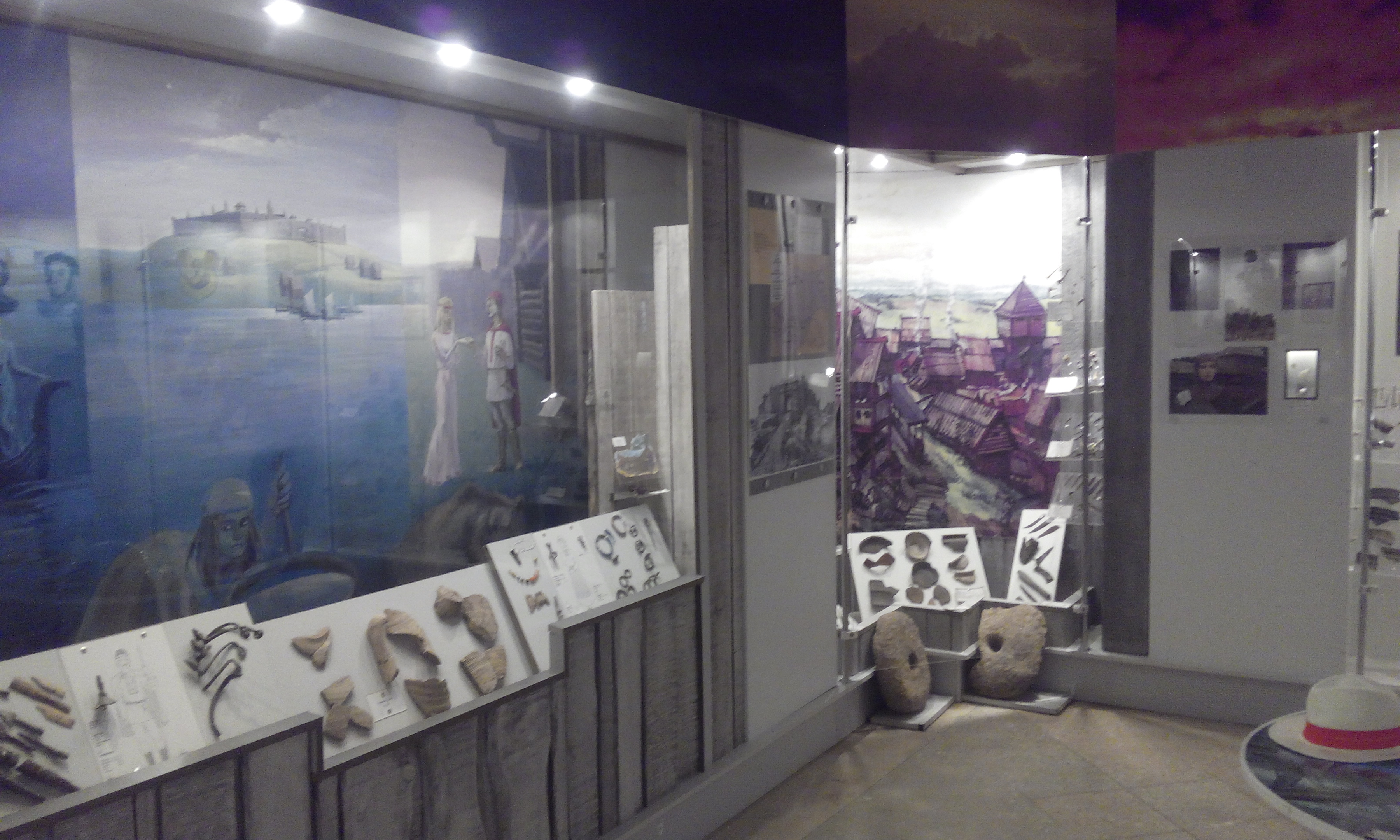
Археологическая экспозиция
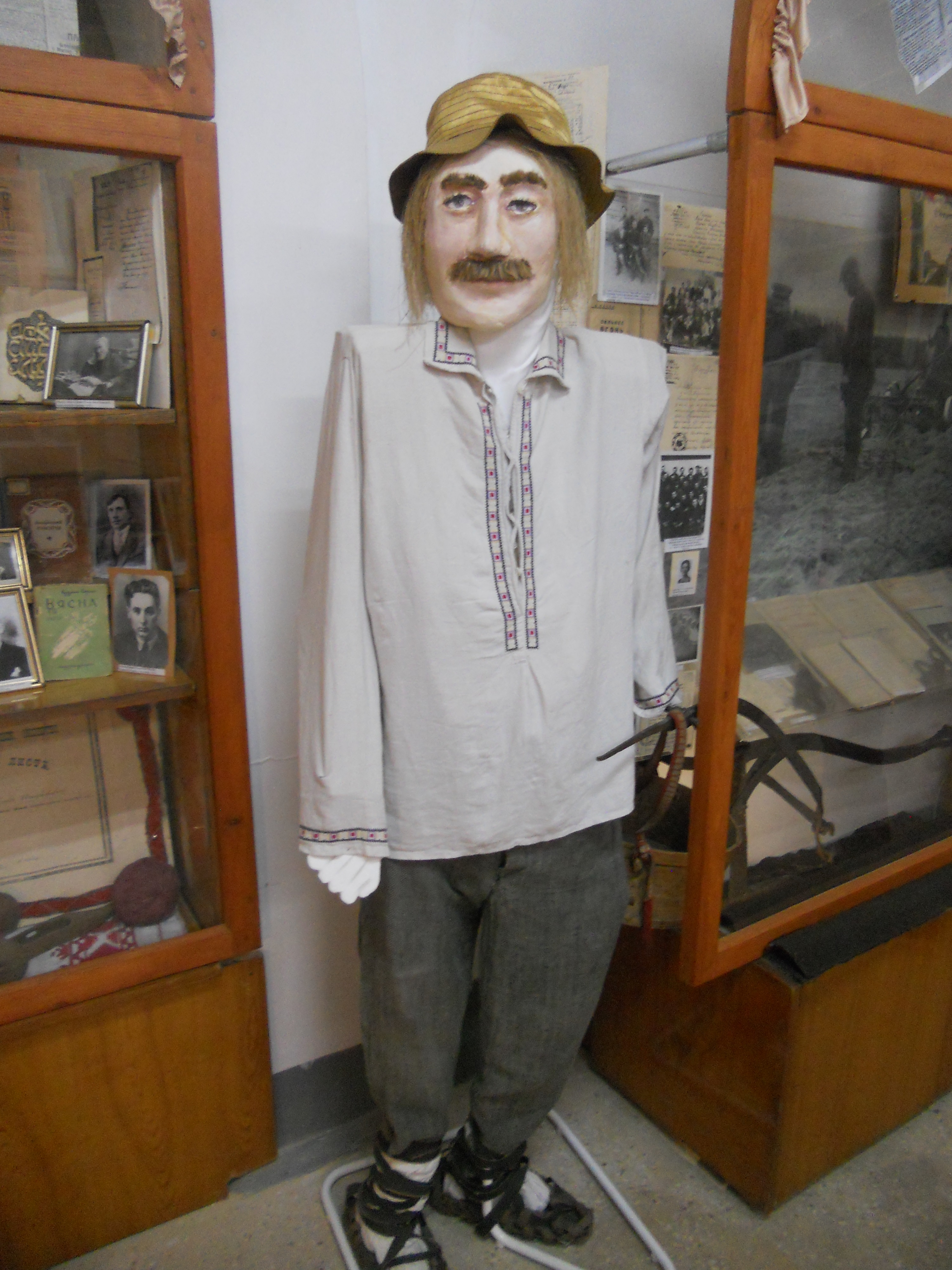
Белорусский крестьянин
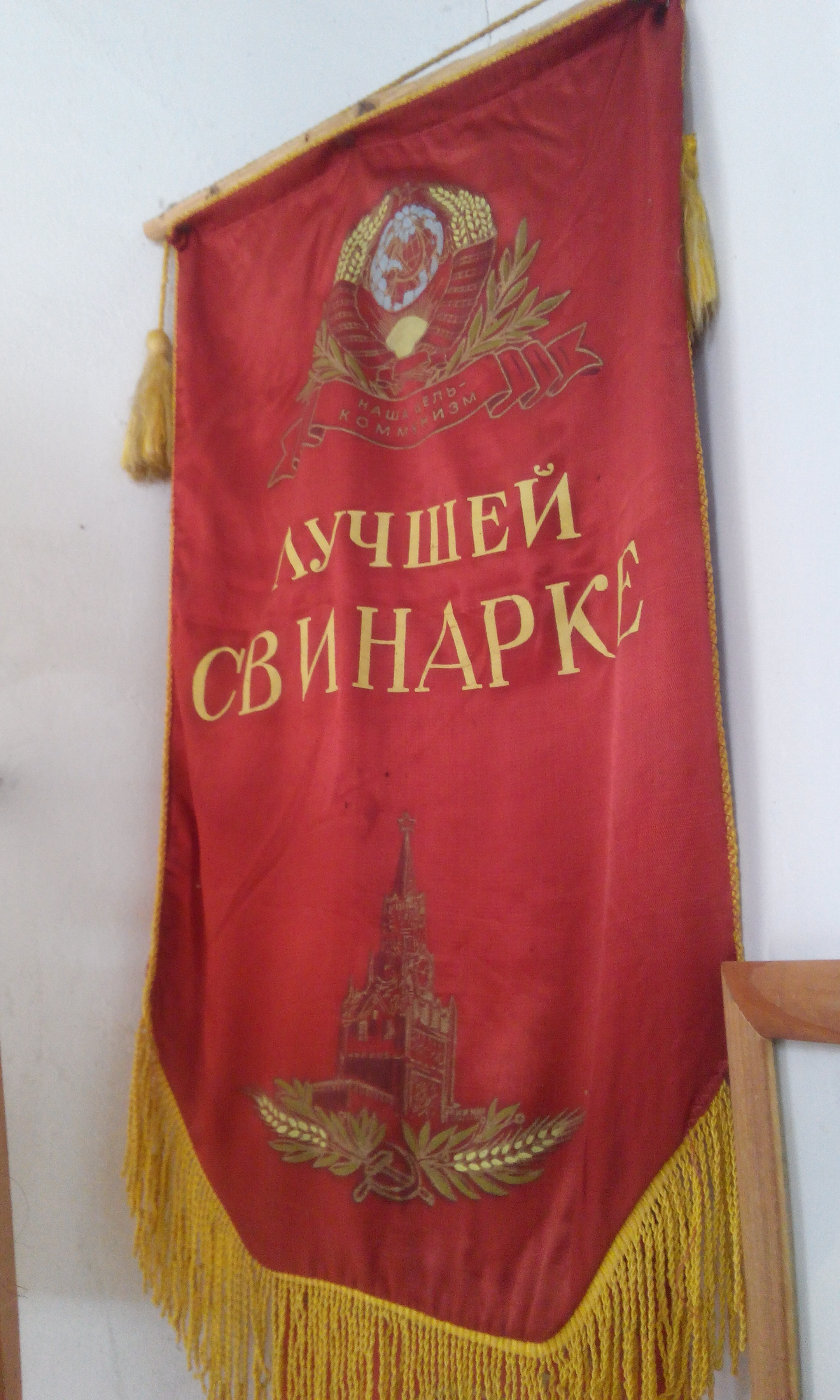
Знамя «Лучшей свинарке»

## Адрес
Музей располагается по адресу: 223927, Республика Беларусь, Минская область, город Копыль, пл. Ленина, 4